# Hexaplex brassica
Hexaplex brassica, beskriven av Jean-Baptiste Lamarck 1822, är en havslevande snäckart i släktet Hexaplex inom familjen purpursnäckor. Snäckan blir omkring 6,5–21 cm lång. Den finns i västra Cortez hav, västra Mexiko och Peru.